# 克洛泰尔三世

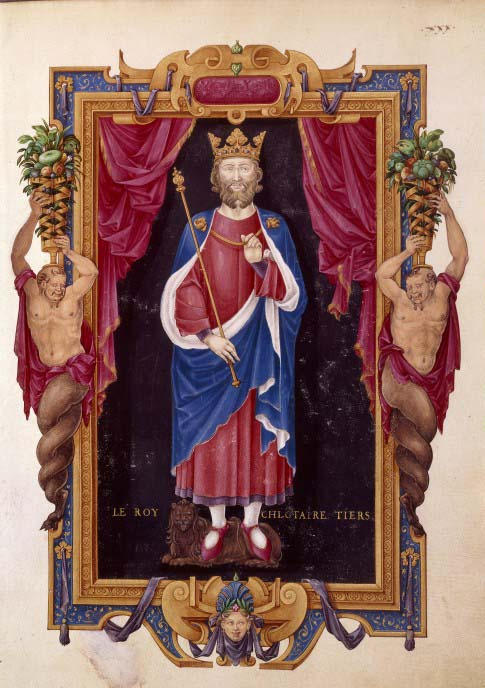
根據法國杜甫特列王收藏的克洛泰爾三世畫像，收藏在法國國家圖書館。

克洛泰尔三世（652年—673年3月10日），法兰克人墨洛温王朝的纽斯特里亚和勃艮第国王（657年10月31日－673年3月10日在位）。他是纽斯特里亚和勃艮第国王克洛维二世和王后巴蒂爾德的長子。当克洛维二世於658年去世，克洛泰尔继承王位，由他母亲巴蒂爾德摄政。

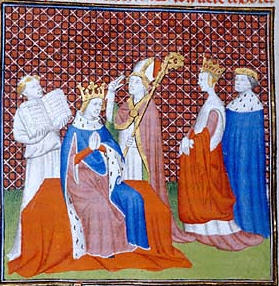
克洛泰爾三世與聖巴蒂爾德

## 生平
根據《伦巴德人史》声称6世纪60年代早期的法兰克军队入侵普罗旺斯、意大利。这支部队来到位于Asta附近Rivoli的伦巴德国王格里莫二世營地。格里莫二世假装逃跑。法兰克人洗劫了营地并庆祝。午夜后，格里莫二世发起进攻，将法兰克人驱回纽斯特里亚。
當聖安利日於661年逝世后，《安利日的生平》——撰于克洛泰爾三世去世后不久——记录瘟疫减少了法国城市的人口。根据比德的记录，來自不列颠群岛的瘟疫於664年同样减少了那里的城市人口。
662年，在領養的希爾德貝特逝世後，奧斯特拉西亞便沒有國王，奧斯特拉西亞的貴族要求他們有一位自己的國王統治，克洛泰爾三世便將其弟希爾德里克二世封為奧斯特拉西亞國王。
克洛泰爾三世統治期間，紐斯特里亞宮相爾奇諾爾德逝世，貴族們選出伊布漢為宮相。比德記載伊布漢於668年仍然主理紐斯特里亞的外交及內部安全。根據法蘭克人的歷史記載克洛泰爾三世親政共四年，可能克洛泰爾三世於669年成年後被授回國王實權。

## 死亡
克洛泰尔死于673年3月10日，享年20岁。死后葬於巴黎聖但尼聖殿，他的弟弟提乌德里克繼承了他的王位。

## 配偶与子女
克洛泰尔的妻子未知，只有一个儿子克洛維三世。當克洛維三世於676年逝世後，克洛泰爾三世的支流就此斷絕。